# NGC 4125
NGC 4125 (другие обозначения — UGC 7118, MCG 11-15-27, ZWG 315.19, IRAS12055+6527, PGC 38524) — галактика в созвездии Дракон.
Этот объект входит в число перечисленных в оригинальной редакции «Нового общего каталога».
Галактика NGC 4125 входит в состав группы галактик NGC 4125. Помимо NGC 4125 в группу также входят ещё 13 галактик.
В галактике произошёл взрыв сверхновой SN 2016coj.